# Sân bay Frans Kaisiepo
Sân bay Frans Kaisiepo (tiếng Indonesia: Bandara Frans Kaisiepo) (IATA: BIK, ICAO: WABB) là một sân bay ở Biak, Papua, Indonesia. Sân bay này cũng có tên Sân bay Mokmer.
Sân bay này có 1 đường băng dài 3571 m, bề mặt nhựa đường.

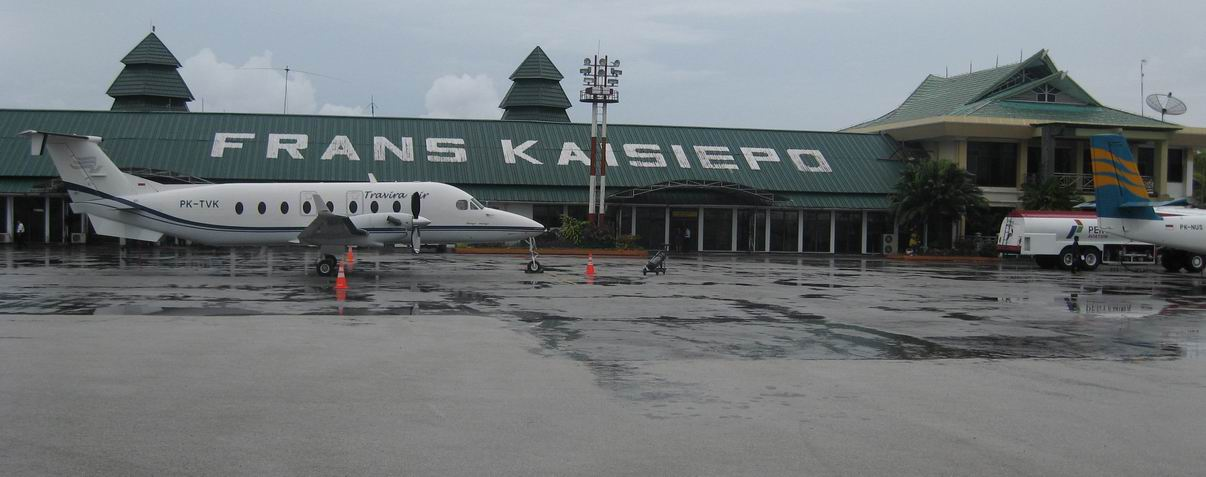
Sân bay Frans Kaisiepo

## Các hãng hàng không và các tuyến điểm
- Garuda Indonesia (Jayapura, Ujung Pandang)[3]
- Merpati Nusantara Airlines (Jayapura, Ujung Pandang)[3]